# Aeroportul Soko
Aeroportul Soko (IATA: BDK, ICAO: DIBU) este un aeroport din Coasta de Fildeș ce deservește zona Bondoukou.
Situat la o altitudine de 369 m, aeroportul dispune de o singură pistă.